# Wiesław Kwaśny
Wiesław Kwaśny (* 7. Dezember 1950 in Krakau) ist ein polnischer Geiger, Bratschist und Musikpädagoge.
Kwaśny besuchte an der Musikakademie Krakau die Geigenklasse von Eugenia Umińska und war Stipendiat der Yale School of Music. Er gewann beim Internationalen Wettbewerb von Lissabon den Fünften Preis, beim Internationalen Violinwettbewerb von Neapel den Dritten, bei der North Carolina Symphony Competition den Zweiten und beim G.-B.-Dealy-Wettbewerb in Dallas den Ersten Preis.
In Polen war er zunächst Konzertmeister des Rundfunk- und Fernsehorchesters Krakau, dann Solist in Jerzy Maksymiuks Polnischem Kammerorchester und danach Solist und Konzertmeister der Sinfonia Varsovia. Mit diesen Ensembles absolvierte er in zwanzig Jahren mehr als 1200 Konzerte im In- und Ausland unter Dirigenten wie Yehudi Menuhin, Mstislaw Rostropowitsch und Jerzy Maksymiuk und mit Solisten wie Justus Frantz, Frank Peter Zimmermann und Peter Schreier.
Kwaśny ist Professor an der Musikakademie Krakau, unterrichtet an anderen weiterführenden Musikschulen und hatte eine Gastprofessur in Mainz inne. Er ist Konzertmeister der Krakauer Philharmonie, arbeitet eng mit dem Kammerorchester  Capella Bydgostiensis zusammen, tritt als Violin- und Bratschensolist mit Sinfonieorchestern und als Kammermusiker (Bratschist) häufig mit der Geigerin Kaja Danczowska auf. Zudem gibt er Meisterkurse und wirkt als Juror an Violinwettbewerben mit.